# Seleuš
Seleuš (Serbo: Селеуш, Rumeno: Seleuș, Ungherese: Keviszőlős) è un villaggio della Serbia situato nella municipalità di Alibunar, nel distretto del Banato Meridionale, nella provincia autonoma di Voivodina.

## Popolazione
Il villaggio in totale conta 1 340 abitanti (censimento del 2002) di cui 658 Rumeni e 578 Serbi ed altri.
- 1961: 2 286 abitanti
- 1971: 2 121 abitanti
- 1981: 1 765 abitanti
- 1991: 1 499 abitanti
- 2002: 1 340 abitanti